# 夏の記憶
『夏の記憶』（なつのきおく）はthe FIELD OF VIEWの1枚目（FIELD OF VIEWから数えて18枚目）のシングル。

## 解説
- FIELD OF VIEWがthe FIELD OF VIEWに改名してから初めて発売されたシングル。
- 前作「Truth of Love」に続く、ノンタイアップ曲。
- 他のメンバーより後から加入した新津健二が、この作品でシングル表題曲の編曲に初めてメインで参加した。
- オリコン最高位は49位に終わり、バンドがview名義だった時期を除く過去最低記録を更新した。
- 2020年5月時点、カップリングはアルバム未収録。

## 収録曲
1. 夏の記憶
作詞:小田佳奈子 / 作曲:猪島庄司 / 編曲:新津健二・池田大介
2. きこえるかい
作詞:浅岡雄也 / 作曲:浅岡雄也・小田孝/ 編曲:the FIELD OF VIEW・池田大介
3. 夏の記憶(Acoustic Version)
4. 夏の記憶(Backing Track)

## 収録アルバム
- the FIELD OF VIEW BEST 2001 Limited Edition of Asia (#1)
- Memorial BEST 〜Gift of Melodies〜 (#1)